# Macrocamptoptera bulgarica
Macrocamptoptera bulgarica är en stekelart som först beskrevs av Donev 1989.  Macrocamptoptera bulgarica ingår i släktet Macrocamptoptera och familjen dvärgsteklar. Inga underarter finns listade i Catalogue of Life.